# Volker Behr
Volker Behr (* 1941 in Klein Engelau) ist ein deutscher Rechtswissenschaftler.

## Leben
Von 1964 bis 1969 studierte er Rechtswissenschaften in Bonn und Tübingen als Stipendiat der Studienstiftung des Deutschen Volkes. Nach der 1. juristischen Staatsprüfung 1968 vor dem Justizprüfungsamt in Köln, anschließend Beginn der Referendarausbildung in Nordrhein-Westfalen; wissenschaftliche Hilfskraft an der Juristischen Fakultät der Universität Bonn (Lehrstuhl Jochen Schröder). 1969 studierte an der University of California, Berkeley. Nach der 2. juristischen Staatsprüfung 1974 vor dem Justizprüfungsamt in Düsseldorf war er ab 1974 wissenschaftlicher Assistent an der Juristischen Fakultät der Universität Bonn (Lehrstuhl Jochen Schröder). Nach der Promotion 1976 (Bonn) mit einer rechtsvergleichenden Arbeit zum Franchisevertrag und der Habilitation 1982 (Bonn) mit einer rechtsvergleichenden Arbeit zur Frage der Gläubigerkonkurrenzen (Venia legendi: Bürgerliches Recht, Internationales Privatrecht und Rechtsvergleichung, Handelsrecht) vertrat er ab 1983 Lehrstühle in Göttingen, Gießen und Erlangen. 1985 nahm er den Ruf auf eine Professur an der Juristischen Fakultät der Universität Erlangen-Nürnberg an. 1988 nahm er den Ruf auf den Lehrstuhl für Bürgerliches Recht, Zivilprozessrecht, Ausländisches und Internationales Privatrecht der Juristischen Fakultät der Universität Augsburg. Ab 1992 hatte er Gastprofessuren an der University of Pittsburgh (1992, 1995, 2000, 2004), Dokuz Eylül Üniversitesi (1993, 1997), Universität Lyon III (jährlich) und University of North Carolina at Chapel Hill (2002).

## Schriften (Auswahl)
- Der Franchisevertrag. Eine Untersuchung zum Recht der USA mit vergleichenden Hinweisen zum deutschen Recht. Frankfurt am Main 1976, ISBN 3-7875-0184-3.
- Wertverfolgung. Rechtsvergleichende Überlegungen zur Abgrenzung kollidierender Gläubigerinteressen. Frankfurt am Main 1986, ISBN 3-7875-0233-5.